# Ocellularia ripleyi
Ocellularia ripleyi är en lavart som beskrevs av Mason Ellsworth Hale 1974. 
Ocellularia ripleyi ingår i släktet Ocellularia och familjen Thelotremataceae. Inga underarter finns listade i Catalogue of Life.